# 撒旦之子
《撒旦之子》（英語：Damien）是美国动画喜剧《南方公园》第一季第十集，1998年2月4日经喜剧中心频道在美国首播。南方公园小学本集迎来新同学达米恩，他的父亲是撒旦，派儿子来找耶稣，安排两人打拳击。撒旦体型庞大、肌肉发达，大部分镇民都把钱押在他身上，但撒旦最终放弃比赛，原来他把注下在耶稣身上赢走大家的钱。
本集由《南方公园》主创特雷·帕克和马特·斯通编剧，还有部分对白是戴夫·波尔斯基编写，帕克担任导演。节目在美国首播时因极其血腥并包括大量语言暴力内容而被定为级，英国则划为12级。剧集讽刺的内容包括宗教、信仰和善恶本质，还表达出对美国社会商业化、名流邪教，以及儿童天性的看法。《撒旦之子》原定为圣诞节特别节目，但帕克和斯通在制作期间改变主意，决定将《圣诞便便，黄金先生》作为第1季的圣诞剧集。
本集播出后获得评论界的普遍好评，有320万户家庭收看节目首播，成为该周收视率最高的有线电视节目。这集是撒旦和儿子达米恩两个角色的首度登场，其中达米恩的名字源于1976年恐怖片《凶兆》的大反派，撒旦之后则是《南方公园》的常见角色。帕克和斯通还表示，本集为卡特曼一角加入多种至关重要的个人特征，这些特征之前一直都没有表现出来。此外，以口头禅“准备开战吧”闻名的拳击赛播音员迈克尔·巴佛在剧集中以自己的真实身份客串出镜。

## 剧情
卡特曼的生日就要到了，他对此非常期待，并告诉每个会来参加聚会的朋友自己希望收到洛克人动作玩偶作为生日礼物，一些人对这种索要礼物的举动感到不满，但卡特曼马上威胁会不让他们吃他妈妈做的美食，立刻就令众人都屈服了。孩子们的班上来了个名叫达米恩（Damien）的新同学，来自第七层地狱，是撒旦的儿子。班上的男生嘲笑“新来的小鬼头”，达米恩还以颜色，把肯尼变成了鸭嘴兽。他还告知耶稣，撒旦会来到人间，与他展开善与恶的终极对决。南方公园的居民纷纷下注，比赛还会通过付费电视频道直播，收费49.95美元。卡特曼得知这场比赛会在自己生日当天举行并对此深感愤怒，其他孩子则在到底是参加聚会还是看比赛上纠结不已。
全镇居民起初都押注耶稣获胜，但在看到撒旦前来称重时开始失去信心。撒旦体型庞大，肌肉发达，体重略超150公斤，耶稣则只有61公斤，镇民纷纷改变主意，把注押到撒旦身上。耶稣之后发现，全镇只有一个人赌他赢，而且这个人并非镇上的天主教神父马克西（Father Maxi）。深感郁闷的耶稣请斯坦、凯尔和大厨帮他训练。辅导员麦基先生（Mr. Mackey）建议达米恩不要在乎其他孩子的态度，就像班上很不受待见的英国孩子皮普（Pip）一样始终保持善意待人即可。达米恩试着向其他孩子道歉，表示不该在操场放火，也不该把肯尼变成鸭嘴兽，称他只是按父亲的指令行事，对此别无选择。但是，其他孩子并没有因此更加友善地对待达米恩。卡特曼的生日聚会和耶稣与撒旦的拳击赛都开始了，达米恩和皮普没有获得参加聚会的邀请，但却双双前来参加，达米恩将皮普扔到空中并令其像烟花一样爆炸，此举终于为他赢得了其他孩子们的认可。然而好景不长，卡特曼打开凯尔送的礼物后发现里面并不是红色洛克人，而是《蚂蚁上身》（Ants in the Pants）游戏，这让他很生气，以至提前结束聚会，把众人都赶了出去。
与此同时，耶稣因全镇人民对他如此缺乏信仰感到心如死灰，面对撒旦的进攻，他也没有心思还击，甚至对撒旦“打我啊！”的嘲弄也无动于衷。不过，在大厨和孩子们的鼓励下，耶稣还是轻飘飘地打出一拳。这一拳却仿佛有着莫大的威力，撒旦中招后立即倒地不起，裁判读秒后宣布耶稣获胜。赛后撒旦公開了自己的计策，原来全镇唯一押注耶稣获胜的就是他，他故意输给耶稣，赢走镇民大量賭金和房产。镇民对此深感愤怒，後來屎蛋氣憤的說「耶稣警告過你們別賭撒旦贏的。」　众人意识到错误，于是向耶稣道歉，后者也接受了他们的歉意。金波·克恩（Jimbo Kern）发现肯尼变成的是一种很罕见的鸭嘴兽，所以开枪打死了他。达米恩向斯坦和凯尔告别，因为他的父亲“总是在走南闯北”，所以他也不得不离开。斯坦和凯尔感到同情，称“家长有时就是这么残忍”。另一边，卡特曼一个人继续过他的生日聚会，独吞所有美食。

## 制作

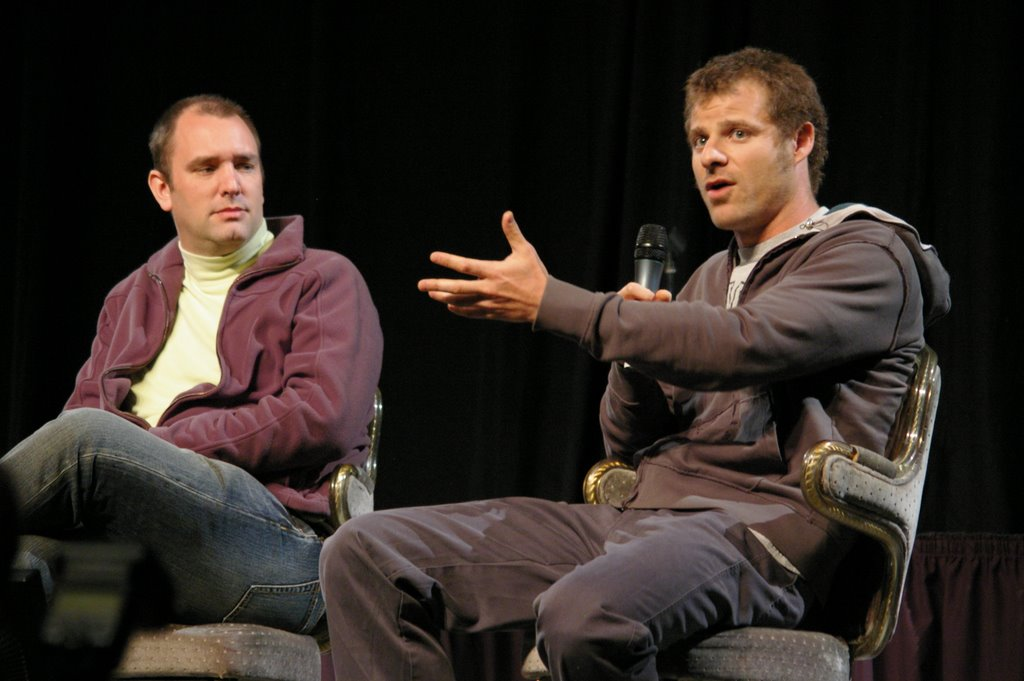
《撒旦之子》的剧本由《南方公园》主创特雷·帕克和马特·斯通创作

《撒旦之子》由《南方公园》主创特雷·帕克和马特·斯通编剧，还有部分对白是戴夫·波尔斯基编写，帕克还担任导演。节目于1998年2月4日通过喜剧中心频道在美国首播，观众和媒体都对之非常期待，这一定程度上是因为大受欢迎的上一集《圣诞便便，黄金先生》作为圣诞节特别节目早在1997年12月17日就已播出，两者已经相隔了一个半月。《底特律自由报》（Detroit Free Press）的麦克·达菲（Mike Duffy）在本集播出前就断定，这集“无疑会成为该节目的标志性时刻之一”。实际上，帕克和斯通原本打算将《撒旦之子》作为《南方公园》第1季的圣诞剧集。虽然两人一直计划将黄金先生引入节目，但起初并没打算让它作为圣诞节角色出场，直到拍摄《撒旦之子》时才改变主意，将《圣诞便便，黄金先生》作为假日剧集。这一调整令《撒旦之子》延迟到《圣诞便便，黄金先生》之后播出，但从制作顺序上《撒旦之子》仍比后者先完成。
据帕克表示，他和斯通都不希望《撒旦之子》令基督徒或是别的任何宗教人士感到冒犯：“耶稣在《南方公园》里是个大好人，他就在我们的节目里，这集里他还是英雄。我们并没打算冒犯他人，只是想让大家都笑起来”。剧中新生达米恩受到同学欺负后还以颜色，这一剧情源自帕克在怀俄明州夏延一所小学的亲身经历，他到该校念书时，学年只剩3周就要结束了。帕克对此称：“这很残酷……其他人都已经有了各自的小团体，学年也很快就要结束，我根本不可能得到任何小团体的接纳，于是我就只想摧毁和杀戳，这也正是本集的灵感所在。”
以口头禅“准备开战吧”（Let's get ready to rumble!）闻名的拳击赛播音员迈克尔·巴佛（Michael Buffer）在剧集中以自己的真实身份客串出镜。帕克和斯通原本打算直接使用这句口头禅，但之后发现巴佛已经从法律上把这句话注册商标，考虑到购买口头禅授权和聘请巴佛客串出镜的成本不相上下，两人干脆请他前来客串演出。帕克和斯通都表示，巴佛为人友善，两人都对这次同他合作感到愉快。以《瘪四与大头蛋》和《乡巴佬希尔一家的幸福生活》（King of the Hill）闻名的配音演员迈克·乔吉（Mike Judge）原定为达米恩一角配音，而且已经录制了多句台词。但由于乔吉住在奥斯汀，随着剧本的调整，他很难抽出时间赶回剧组重新录制台词，所以斯通选择自己为该角色配音。乔吉之后为《南方公园剧场版》中脱下大衣的肯尼配音，这时角色的声音不需要再像之前那样闷声闷气。
《撒旦之子》进入动画制作阶段时，原本由帕克和斯通处理的大部分绘图和动画设计工作已开始逐渐委派动画师团队处理。两人对剧中耶稣和撒旦的拳击赛尤感自豪，这段动画镜头采用的视角和三维元素在此前的《南方公园》剧集中都很少见，对此帕克称这“绝对是我们（到目前为止）做出来的节目中动作场面最重要的一集。”制作耶稣的动画形象时，帕克和斯通有意在动画中留下毛刺感，令人物左脸看起来仿佛长有胡须。据帕克表示，他和斯通1995年制作的动画短片《圣诞精神》中耶稣就是这种形象，这部做工粗糙的短片正是《南方公园》的前身，帕克希望保留人物身上的微妙特征。
据帕克和斯通表示，卡特曼的多种个人特征都是在《撒旦之子》中首度浮现，并在此后的剧集中反复体现。与之前的剧集相比，他的嗓音更高，而且有更多鼻音，更热衷于抱怨，斯顿称这是一种“自我放纵的口音。”卡特曼之后的一些常见举止也是通过这集首度同观众见面，例如他会用来代替（意为“这儿”），同朋友交谈时会说“嘿你们这些傢——伙”（Hey you guuuuuuys）。据为卡特曼配音的帕克所说，这些个人特征是在制作剧集时就这么自然而然想出来的：“或者是有什么原因吧，或者我只是没了兴致，但无论是出于什么原因，我都是在试着把所有乱七八糟的东西都堆到他身上，把所有的东西都就这么放到一起。”
撒旦在《撒旦之子》中首度登场，并在之后成为《南方公园》的常见角色。虽然撒旦在这集里表现得邪恶而不择手段，但在之后的剧集里，他的形象更为体、敏感，而且经常体现出人物的复杂性。根据帕克和斯通的原有设想，本集应该是天主教神父马克西和学校辅导员麦基先生的首次出场，但两个人物同样出现在《圣诞便便，黄金先生》中，这集成为圣诞剧集后放在《撒旦之子》前面播出，所以两个人物也是通过《圣诞便便，黄金先生》首次亮相。耶稣在之前的《南方公园》剧集中虽有出场，但都只是主持他的谈话节目《耶稣和朋友们》（Jesus and Pals），《撒旦之子》是他首次与其他主要人物发生互动。帕克表示，许多观众认为这个角色只是个相信自己就是耶稣的疯子，但他和斯通希望能通过这集向观众表明，这真的就是耶稣本人。此外，南方公园酒吧也是在《撒旦之子》中首度出现，只不过店名就叫“酒吧”。
帕克和斯通曾在节目播映前表示，《撒旦之子》会是肯尼始终没有被杀害的第一集，但该角色实际上在拳击赛结束时被金波开枪打死。肯尼在这集里变成鸭嘴兽，对此帕克表示：“我一直对鸭嘴兽很有兴趣，他们就是那么奇形怪状的”。剧中很不受同学待见的英国学生皮普源自查尔斯·狄更斯小说《远大前程》的同名人物，根据《撒旦之子》原本的剧情设定，达米恩把皮普扔到空中，并令其像烟花一样爆炸后，这个角色也不会再在之后的剧集中出现。但帕克和斯通之后改变主意，决定除肯尼外，不会让《南方公园》的任何学生角色丧命，所以他们让皮普在之后的剧集中继续出场，表明他经过这次爆炸后并没有死。
1998年11月，《撒旦之子》和《南方公园》另外11集的套装发布。套装共有3碟，本集同《象猪交合》（An Elephant Makes Love to a Pig）、《死亡》（Death）和《结膜炎病毒》（Pinkeye）一起收录在第2碟。2002年11月12日，《南方公园：第一季完整版》（South Park: The Complete First Season）的发布，其中收录了第1季包括《撒旦之子》在内的13集节目。帕克和斯通为每集都录制了评论音轨，但由于其中某些语句涉及的“标准”问题而未纳入，两人都不接受收录这些音轨所需要的剪辑和审查，最终所有评论音轨都是经单独发行:1123。

## 主题
有评论认为，《撒旦之子》讽刺的是宗教、信仰和善恶本质，还表达出对美国文化商业化和名流邪教的看法。帕克表示，剧本中试图讽刺的地方在于，耶稣的信徒居然那么快、那么轻易地就对他失去信心，还下注赌他会输。宗教作家米歇尔·克拉斯琴（Michel Clasquin）表示，这种背弃耶稣的行为表明：“与现实生活中的许多人类似，该镇居民的信仰无法经受艰难时期的考验”。帕克对此称：“所有的人都选择相信撒旦，最终他们都被耍了。这里面的意义并不像看起来这么简单，而且所有的一切都是为了这段非常健康向上的意义。这正是《南方公园》成功的原因：有时它很有意义。”
帕克还表示，他和斯通有意在这集里通过“人文主义角度”来把耶稣表现成英雄。克拉斯琴认为，剧中耶稣为满足人们的期望而努力，并且对众人都赌自己会输感到失望，这样的剧情就是为了表现前述的“人文主义角度”：“这种讽刺是在提醒人们注意耶稣人性化的一面。他真的就只是一个人，就像我们这些男男女女一样。他也经常会感到害怕和傍惶”。多位作家认为，这集还嘲讽了美国文化中无孔不入的商业化，讽刺美国人无论什么东西都能作为商业活动大肆炒作，连宗教现象也不例外。《明星纪事报》（The Star-Ledger）的马特·佐勒·塞茨（Matt Zoller Seitz）指出：“他们不是在取笑宗教组织，而是取笑那些把宗教变得娱乐、把娱乐又变成某种宗教的人”。塞茨还认为，本集嘲讽了像神父马克西那样“私下行为不检点却又要做卫道士的人”，一方面告诫教众不要同撒旦站在一边，但另一方面却又下注赌耶稣会输给撒旦。
克拉斯琴认为，《撒旦之子》证明，人们很容易将流行文化同自己的宗教信仰混为一谈，特别是剧中斯坦把《星舰奇航记》的台词和耶稣基督的课程混淆的剧情。克拉斯琴还指出，即便神父马克西也以为耶稣只是“公共电视节目中的那个家伙，”这表明那些看似最虔诚的人往往也不能对真正的宗教体验保持开放态度。在克拉斯琴看来，耶稣和撒旦的拳击赛正是对耶稣被钉十字架中多种元素的隐喻。
除宗教主题外，达米恩在剧中受到其他学童不友善的对待，这讽刺的是学童往往会非常残酷地对待新同学。斯通对此表示：“整个《南方公园》的基础在于，这些孩子都是些小混球，是文明和社会约束了他们。很多嬉皮士和民主党人觉得，我们生来都是天真纯洁的，但社会令我们堕落；但我们却相信，是社会管理着你，让你成为更好的人，因为你小的时候就是个小混蛋。”

## 文化参照
《撒旦之子》的撒旦一角由帕克配音，他的配音灵感源自1988年恐怖片《养鬼吃人2》（Hellbound: Hellraiser II）结尾处的针头鬼（Pinhead），他在回忆过去的人生，回忆自己还是好人时的声音。动画师为撒旦的形象绘制过多份草图，帕克对此表示，描绘撒旦的方式实在太多，以至剧组很长时间都没能决定采用哪一种。剧中的撒旦体型庞大、肌肉发达，这主要是因为剧情设定需要令耶稣看起来远不是他的对手，他在之后的《南方公园》剧集中出场时也都保持这一形象。
达米恩一角也是在这集中首度亮相，之后，他只在屈指可数的几集里作为背景人物出场，并且极少会有台词，角色份量也都不能和《撒旦之子》相提并论。这个人物源于1976年恐怖片《凶兆》的大反派，童年时代的敌基督达米恩·索恩（Damien Thorn）。剧中达米恩施展魔法时出现的音乐同样受到电影中音乐的直接影响，这段恶魔般的合唱之后还会在《南方公园》第12季第2集《布兰妮的新面孔》（Britney's New Look）中再现。《撒旦之子》中其他男孩告诉达米恩，说他的母亲是条“真正的狗”，这一情节同样源自《凶兆》，电影中敌基督的母亲是胡狼。

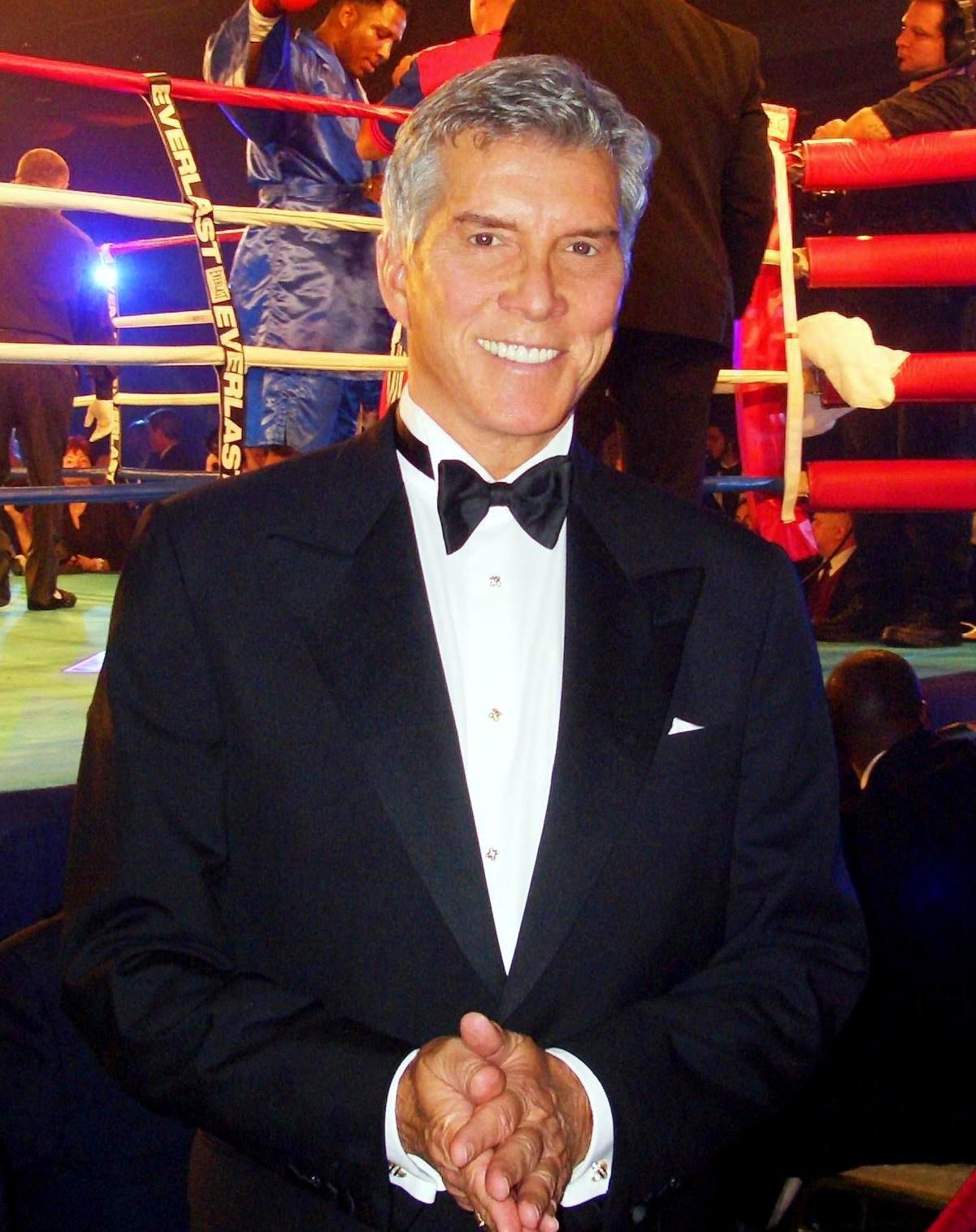
职业拳击赛播音员迈克尔·巴佛在本集客串出镜，说出自己标志性的口头禅“准备开战吧”。

除迈克尔·巴佛外，美国拳击运动经纪人唐·金（Don King）也以撒旦经纪人的身份出现在《撒旦之子》中。帕克和斯通表示，他们对金并没有任何个人恩怨，《南方公园》中的这种恶搞对象纯属随机选择。斯坦在给耶酥打气时提及，奥运会花样滑冰运动员南茜·克里根曾在1994年冬季奥林匹克运动会前受到另一位美国花样滑冰选手坦雅·哈定的袭击，克里根之后还是顺利打入奥运会并夺得银牌，但斯坦错说成金牌，然后再由凯尔纠正。帕克对此表示，他觉得克里根当年虽只取得亚军，但在美国选手中胜算极高。斯坦在给耶稣打气时还说：“你知道，有人曾说，‘不要试图成为伟人，只要做人就可以了。’”斯坦说自己引用的就是耶稣的话，但这实际上是1996年电影《星际旅行8：第一类接触》的台词。《撒旦之子》还有提及歌手弗兰克·辛纳特拉的女儿南茜·辛纳特拉。南方公园小学教师加里森先生（Mr. Garrison）在讲解巴洛克艺术时期的伟大歌手时说：“南茜·辛纳特拉的屁股倒的确是很好的选择。”
耶稣同撒旦的拳击赛作为付费电视节目直播，这是戏仿收费有线电视频道中经过类似广告宣传的拳击赛节目。金波开枪打死变成鸭嘴兽的肯尼前大喊：“那东西正朝我们冲过来！”这句台词源自之前的《南方公园》剧集《火山爆发》，金波在那一集里带着孩子们去打猎，并告诉孩子们在开枪前喊出这句话，以免在限制狩猎的法律上遇到麻烦。卡特曼问达米恩是不是找灵魂音乐兼节奏布鲁斯歌手史提夫·汪达剪的头发，这句话是在污辱达米恩，因为汪达双目失明。卡特曼希望生日时能收到全套洛克人动作玩偶做为礼物，不过这套有多种颜色的玩偶虽然名叫洛克人系列，但实际上却是根据1993年开播的儿童真人动作电视剧《金刚战士》设计，该剧在《撒旦之子》播映时仍然拥有相当高的人气。剧本原本就是按《金刚战士》设定，但由于涉及版权问题，喜剧中心频道要求帕克和斯通做出调整。卡特曼实际拿到的礼物叫《蚂蚁上身》，是现实生活中的儿童桌面游戏。斯通觉得《蚂蚁上身》是“有史以来最烂的游戏”，所以剧中的卡特曼会对这份礼物深感不满。

## 反响
《撒旦之子》在美国首播的尼尔森收视率成绩为6.4，创下《南方公园》新高，直到两周后才被《机械怪兽史翠珊》打破（该集的尼尔森收视率为6.9，相当于有320万户家庭的540万观众收看）。《撒旦之子》是该周美国收视率最高的有线电视节目，在18至49岁年龄段观众群的收视人数还要高于收视家庭数。喜剧中心当时的黄金时段节目收视率平均只有27.6万户，《南方公园》开播前，该频道的最高收视纪录也只有124万户，由《荒唐阿姨》（Absolutely Fabulous）第2季的第1集创下。
据帕克表示，虽然《圣诞便便，黄金先生》获得巨大成功，但他所听到的大部分针对《撒旦之子》的直接反响都属负面，他觉得这是“第一次反弹”。他在之前的《南方公园》剧集播映期间就曾遇到类似情况，剧迷批评节目正在失去优势，帕克和斯通都已“江郎才尽”。帕克称：“我们老是听到这样的话，那感觉就像‘江郎才尽？啥意思啊，我们干嘛啦，拿了什么好处，又干什么见不得人的事儿啦？’我们所做的不过是坚持把我们觉得有趣的东西做出来，又没开始播广告或是别的什么。但每个人都在嚷嚷，说我们江郎才尽了。”不过，剧集还是得到评论界的普遍好评，被誉为《南方公园》的“经典剧集”之一。
《滚石》杂志撰稿人道格·普拉特（Doug Pratt）称《撒旦之子》是《南方公园》第1季的“亮点”:1126。《橙县纪事报》（Orange County Register）的金尼·利特菲尔德（Kinney Littlefield）称，“本集再次证明，对于那些真人节目碰都不敢碰的热门话题，动画片是绝佳的探讨平台。《南方公园》的善恶寓言比《克里斯蒂》（Christy）和《天使在人间》（Touched by an Angel）中的任何内容都更深刻易懂”。不过，利特菲尔德觉得剧中包括“搅屎棍”在内的一些台词已经令人越来越感到多余。加里·巴德扎克（Gary Budzak）在《哥伦布电讯报》（The Columbus Dispatch）撰文称，《撒旦之子》可能是《南方公园》“至今最离谱的”剧集。《博根纪录报》（The Record）的弗吉尼亚·罗汉（Virginia Rohan）称赞剧集“很有趣，而且正义最终也战胜了邪恶，只不过是以错误的原因”。《芝加哥太陽報》作家朗恩·格拉汉克（Lon Grahnke）给予本集的评分为三星，称剧集既新奇又好笑。埃里克·明克（Eric Mink）在《紐約每日新聞》撰文称这集“好笑得要命”，并称赞剧中的讽刺元素，不过他觉得这些元素可能会令部分观众非常反感。“孩子们在拳击赛中间休息时用颇具亵渎性的话鼓励耶稣，即便脸皮比较厚的观众，对这样的内容可能也会感到些许不适”。《明星纪事报》记者马特·佐勒·塞茨也有类似看法，称“今晚的节目很疯狂，庸俗的同时还在亵渎神明的边缘游走，不过，如果你对此能够接受，那么节目就足以令人笑到瘫痪”。